# Louis Bernard Coclers
Louis Bernard o Jean Baptiste Bernard Coclers (Liegi, 5 maggio 1741 o Maastricht – Liegi, 20 aprile 1817) è stato un pittore, incisore, illustratore, restauratore, mercante e collezionista d'arte fiammingo.

## Biografia

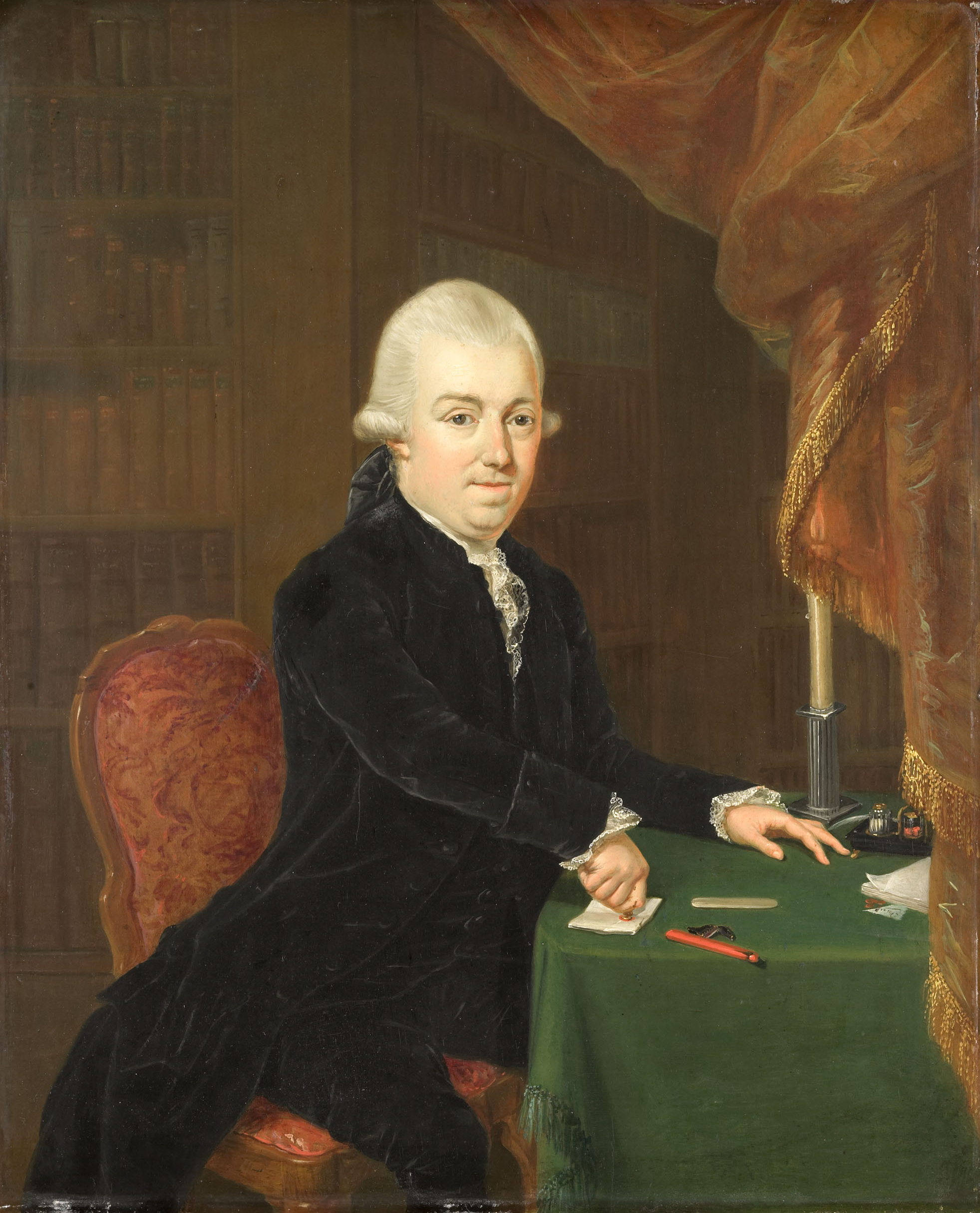
Ritratto di Jan Bernd Bicker

Figlio di Jean Baptiste Pierre Coclers, pittore di corte del principe vescovo di Liegi, fratello di G.J. Coclers e M.L. Coclers e padre di Bernard e Guillaume Coclers, fu un famoso restauratore, ma operò anche come artista e mercante d'arte. Studiò inizialmente con il padre e poi a Roma dal 1759 al 1762. Oltre che nella sua città natale, operò a Maastricht, Nimega, Leida (dal 1771 al 1780 e nel 1787), Dordrecht (1783), Parigi (1787-1789 e 1798) e Amsterdam (1789-1815).
Realizzò soprattutto ritratti e rappresentò soggetti di genere, figure e interni anche in dipinti da studiolo. Le sue opere presentano reminiscenze di Frans e Dirck Hals e Adriaen van Ostade, di cui può considerarsi un seguace, ma si ispirò anche al lavoro di Gabriel Metsu, Godfried Schalcken, Frans van Mieris il Vecchio e Gerrit Dou. Come incisore, utilizzò sia la puntasecca con mezzi morbidi, come pure tecniche più tradizionali. Il suo stile è comparabile a quello di Thomas Worlidge.
Si formarono alla sua scuola Bernard Coclers, Maria Lambertine Coclers, Léonard Defrance e Hendrik Hoogers.
Fu anche collezionista d'arte e le sue raccolte furono vendute all'asta nel 1789 e nel 1816.

## Opere
- Studio con autoritratto e ritratti del figlio e del padre, disegno, 1780, Rijksmuseum, Amsterdam[5]
- Ritratto di Jan Bernd Bicker, olio su tavola, 44,5 × 36 cm, 1776, Amsterdams Historisch Museum, Amsterdam
- Madre con figlio, olio su tavola, 36,5 x 30 cm, 1794, Rijksmuseum, Amsterdam[6]
- Doppio ritratto di Napoleone Bonaparte e papa Pio VII, disegno, 1805 circa, Rijksmuseum, Amsterdam[7]
- Vecchia signora che sguscia i fagioli, incisione, 1780, Rijksmuseum, Amsterdam[8]
- Malle Babbe, incisione,[9]